# Јашуњски манастири
Јашуњски манастири је споменичка целина која се налази североисточно од Лесковца, код села Јашуња и обухвата два манастира са самог краја 15. и почетка 16. века:
- Манастир Ваведења Пресвете Богородице, подигнут 1499. године
- Манастир Светог Јована Крститеља, подигнут 1517. године

Подигнути су у релативној близини један од другог и у блиско доба, а народно предање их везује за припаднике породице Кантакузина. Према њему, један од њих је подигнут као женски, а други као мушки манастир, док је на пола пута између њих направљена заједничка трпезарија. На основу постојећих извора, зна се да је једном сигурно био ктитор један Кантакузин и то извесни Андроник са браћом, док је други подигла монахиња Ксенија, са сестрама.Оскудни историјски подаци како о читавој области старе Дубочице тако и о овим манастирима и недовољна истраженост узроци су што су ове вредне старине још увек веома мало познате културној, па и научној јавности.
Ова споменичка целина се од 1983. године налази под заштитом Републике Србије, као споменик културе од великог значаја.